# افراد صدساله
فرد صدساله به کسی گفته می‌شود که ۱۰۰ سال خورشیدی یا یک قرن یا بیشتر عمر کند. در ادبیات فارسی از واژهٔ «مُعَمّر» نیز برای کسی که دارای عمر طولانی است استفاده می‌شود اما ظاهراً مرزی برای آن معین نشده‌است.

## در جهان
در سپتامبر سال ۲۰۱۰ میلادی ایالات متحده با رقمی در حدود ۵۳ هزار نفر بیشترین تعداد انسانهای صدساله را در دنیا داشته‌است. ۸۲/۸ درصد صدسالگان آمریکایی زن هستند. پس از آمریکا کشور ژاپن با حدود ۵۱ هزار نفر در رتبهٔ دوم از این حیث قرار می‌گیرد.
در بسیاری از کشورها افراد پس از رسیدن به صدسالگی هدیه دریافت می‌کنند یا به آن‌ها تبریک گفته می‌شود. در ایالات متحده به‌طور سنتی صدسالگان از رئیس‌جمهور نامهٔ تبریک دریافت می‌کنند. در انگلستان و کشورهای مشترک‌المنافع در یکصدمین زادروز فرد، ملکه پیامی برای وی ارسال می‌دارد و از سن ۱۰۵ سالگی به بعد این امر در هر زادروز اتفاق می‌افتد. صدسالگان ایرلندی نامه‌ای به همراه ۲۵۴۰ یورو به عنوان «جایزهٔ صدسالگی» از رئیس‌جمهور دریافت می‌کنند. برای صدسالگان ژاپنی یک کاپ نقره همراه با یک گواهینامه از طرف نخست‌وزیر ارسال می‌گردد. همین‌طور صدسالگان در سوئد پیام تبریکی (پیشتر به صورت تلگرام) از سوی پادشاه و ملکه و در ایتالیا نامه‌ای از رئیس‌جمهور دریافت می‌کنند.
ژان لوییز کالمان، اهل فرانسه، دارای طولانی‌ترین عمر تأیید شده در تاریخ می‌باشد. وی به هنگام مرگ در سال ۱۳۷۶، ۱۲۲ سال و ۱۶۴ روز داشت.
جیروئمون کیمورا اهل ژاپن نیز با بیش از ۱۱۶ سال طولانی‌ترین عمر را در میان مردان در طول تاریخ دارا بوده‌است.

## صدساله‌های سرشناس ایرانی
از میان افراد سرشناس ایرانی افراد زیر، عُمر یکصد سال یا بیشتر از یکصد سال داشته یا دارند. رکورددار این فهرست سید قدمیار حسینی با بیش از ۱۲۱ سال سن هست.
فهرست الف شامل مشاهیر زنده است، که به ترتیب طول عمر مرتب شده‌اند و فهرست ب شامل افراد درگذشته که ترتیب الفبایی دارند.
الف) افراد زنده (به‌ترتیب سنّ و الفبایی):
- مهین‌دخت صنیع (زنده - ۱۰۵ سال)
- آذر ابتهاج (زنده - ۱۰۴ سال)
- حسین وحید خراسانی (زنده - ۱۰۴ سال)
- هاکوپ کورکچیان (زنده - ۱۰۲ سال)
- حسین کاظم‌زاده (زنده - ۱۰۱ سال)
- علی‌اکبر کنی‌پور (زنده - ۱۰۱ سال)
- محمدعلی موحد (زنده - ۱۰۱ سال)
- علی‌محمد افغانی (زنده - ۱۰۰ سال)
- تقی عسگری ( زنده - ۱۰۰ سال)
- علی محمد افغانی ( زنده - ۱۰۰ سال)
- حسین نوری همدانی ( زنده - ۱۰۰ سال)
- هادی هدایتی (زنده - ۱۰۱ سال)

ب) افراد درگذشته (به‌ترتیب الفبایی):
- حسین آقا ملک (طول عمر: ۱۰۱ سال)
- ابوالحسن اقبال آذر (طول عمر: ۱۰۷ سال)
- سید قدمیار حسینی (طول عمر: ۱۲۱سال)
- حسن ارژنگ‌نژاد (طول عمر: ۱۰۱ سال)
- امیراصلان افشار قاسملو (طول عمر: ۱۰۱ سال)
- صادق بریرانی (طول عمر: ۱۰۱ سال)
- یدالله رحیمیان دستجردی[۳] (طول عمر: ۱۰۲ سال)
- حسین امینی (خبرنگار)[۴] (طول عمر: ۱۰۷ سال)
- سید مرتضی پسندیده (طول عمر: ۱۰۰ سال)
- مهرداد پهلبد (عزت‌الله مین‌باشیان) (طول عمر: ۱۰۲ سال)
- محمدعلی جمال‌زاده (طول عمر: ۱۰۶ سال)
- ابراهیم چهرازی (طول عمر: ۱۰۲ سال)
- ابراهیم گلستان (طول عمر: ۱۰۰ سال)
- انور خامه‌ای (طول عمر: ۱۰۲ سال)
- محمد خرمشاهی (طول عمر: ۱۰۶ سال)
- فضل‌الله رضا (طول عمر: ۱۰۵ سال)
- میرزا احمد دشتی نجفی (طول عمر: ۱۰۳ سال)
- ابوالفضل سپهرم[۵] (طول عمر: ۱۰۳ سال)
- منوچهر ستوده (طول عمر: ۱۰۳ سال)
- احمد سمیعی گیلانی (طول عمر: ۱۰۲ سال)
- پرویز شاهین‌خو (طول عمر: ۱۰۱ سال)
- یحیی صادق وزیری (طول عمر: ۱۰۱ سال)
- لطف‌الله صافی گلپایگانی (طول عمر: ۱۰۲ سال)
- ابوالحسن‌خان صدیقی (طول عمر: ۱۰۱ سال)
- حسن علوی‌کیا (طول عمر: ۱۰۱ سال)
- محمدجواد غروی (طول عمر: ۱۰۲ سال)
- ابوالقاسم غفاری (طول عمر: ۱۰۶ سال)
- محمدحسن گنجی (طول عمر: ۱۰۰ سال)
- حسین لنکرانی (طول عمر: ۱۰۰ سال)
- مرتضی مشایخی (۱۰۲ سال)
- مه‌لقا ملاح (طول عمر: ۱۰۴ سال)
- معصومه صانعی طرقی (طول عمر: ۱۲۶ سال)
- زینت مؤدب (طول عمر: ۱۰۰ سال)
- شاه نعمت‌الله ولی (طول عمر: بین ۱۰۱ تا ۱۰۴ سال)